# Oka Yoshiki
Yoshiki Oka (岡 佳樹 Oka Yoshiki, sinh ngày 26 tháng 4 năm 1994) là một cầu thủ bóng đá người Nhật Bản. Anh thi đấu cho Azul Claro Numazu.

## Sự nghiệp
Yoshiki Oka gia nhập câu lạc bộ tại J2 League Matsumoto Yamaga FC năm 2017.